# Vielfarbiger Täubling
Der Vielfarbige Täubling  (Russula versicolor Syn.: Russula blackfordiae) ist ein Pilz aus der Familie der Täublingsverwandten. Es ist eine sehr variable Art, die zur Subsektion Puellarinae gehört. Der Täubling schmeckt schärflich und sein Fleisch neigt zum Gilben. Der Hut ist sehr variabel gefärbt und besitzt oft eine ringartige Bänderung in unterschiedlichen Farbtönen. Die Farben liegen meist zwischen rötlich und violett. Es kommen aber auch gelbliche und grünliche Farbtöne vor.

## Merkmale

### Makroskopische Merkmale
Der zerbrechliche Hut ist 5–8 cm breit und schon bald abgeflacht. Er besitzt meist blasse pastellartige Farbtöne, eine Mischung aus violett, lila, trüb purpurn, fleischrot oder zart rosa. Zur Mitte hin ist der Hut oft auch oliv, braun oder grüngelb. Der Rand ist stumpf und erst im Alter gerieft. Die Huthaut ist bei Feuchtigkeit klebrig und glänzend und lässt sich mindestens bis zur Mitte abziehen.
Die Lamellen sind weiß, bei Reife cremefarben und an der Schneide ocker gefleckt. Das Sporenpulver ist dunkel cremefarben bis hell ocker gefärbt (IId-IIIb nach Romagnesi).
Der Stiel ist 3–6 cm lang und 0,5–1,5 cm breit und sehr zerbrechlich. Er ist weiß, gilbt im Alter aber mehr oder weniger und wird dann gelblich-ocker.
Auch das Fleisch ist weiß und neigt später ein wenig zum Gilben. Junge Fruchtkörper schmecken in den Lamellen nach einer Weile leicht schärflich. Die Guajakreaktion ist deutlich positiv, die Eisensulfatreaktion schwach.

### Mikroskopische Merkmale
Die Sporen sind sehr variabel und für die Gattung ungewöhnlich schmal (6–9 × 4–7 µm), mit zarten, dicht stacheligen und oft zickzack-artig verbundenen, 0,4 µm hohen Warzen, die kaum netzartig verbunden sind. Die Basidien sind 35–37 µm lang und haben vier Sterigmen. Die Pleurozystiden haben eine variable Spitze und sind mit Sulfovanillin anfärbbar. Sie sind 47–60 µm lang und 7–9 µm breit und gewöhnlich septiert. Ihre Wände sind dünner als 2 µm.
Die Huthaut (Epikutis) besitzt zahlreiche, schlank keulenförmige oder zylindrische, ein- bis dreifach septierte, 5–7 µm breite Pileozystiden. Die Spitze der Pileozystiden ist meist abgerundet. Die Huthyphen enthalten Vakuolenpigmente, aber keine Membranpigmente, und sind nicht inkrustiert. Es lassen sich weder filamentöse noch Primordialhyphen nachweisen.

## Ökologie
Der Vielfarbige Täubling ist wie alle Täublinge ein Mykorrhizapilz, der fast ausschließlich mit Birken eine Symbiose eingeht. In seltenen Fällen können auch Erlen als Wirte dienen.
Man findet den Täubling zusammen mit Birken in unterschiedlichen Waldgesellschaften, unter anderem in Buchen- und Buchenmischwäldern, in Hainbuchen- und Eichenmischwäldern, in Weiden-Birkenbuchen- und Rauschbeeren-Moorbirken-Moorwäldern, aber auch in Birkenhainen, Birkenalleen, Kiefern- und Fichtenforsten und Parkanlagen.
Der Pilz bevorzugt flache bis mittelgründige, eher saure als neutrale, gerne trockenere, aber auch nasse Böden. Diese können schwach bis stark humushaltig, sandig oder anlehmig sein. Er toleriert die unterschiedlichsten Bodentypen wie Ranker, Regosol, Pararendzinen, Braun- und Parabraunerden, gelegentlich auch Gley, Auelehm und Moorböden. Die Fruchtkörper erscheinen gern an lichten Stellen von Ende Juni bis Oktober. Die Art kommt vom Tiefland bis ins mittlere Bergland vor.

## Verbreitung

Europäische Länder mit Fundnachweisen des Vielfarbigen Täublings.
Legende:
Länder mit Fundmeldungen
Länder ohne Nachweise
keine Daten
außereuropäische Länder

Der Täubling ist eine vorwiegend boreale bis temperate Art. Er kommt in Nordasien (Kaukasus, Russland-Fernost), in Nordamerika (USA), in Nordafrika (Marokko) und Europa vor. Er wurde auch auf Grönland gefunden. In Europa ist er im Süden von Spanien bis Rumänien, im Westen von Frankreich über die Beneluxstaaten bis zu den Shetland-Inseln, im Norden bis nach Island und Lappland und im Osten bis nach Weißrussland verbreitet.
Der Vielfarbige Täubling ist in Deutschland zerstreut verbreitet.

## Systematik

### Infragenerische Systematik
Der Vielfarbige Täubling wird innerhalb der Sektion Tenellae in die Subsektion Puellarinae gestellt. Die Vertreter dieser Subsektion sind relativ kleine und zerbrechliche Arten. Ihre Fruchtkörper neigen zum Gilben, besonders am Stiel. Der Geschmack ist mild oder leicht schärflich. Das Sporenpulver ist cremefarben bis gelb.

### Unterarten und Varietäten
- Russula versicolor var.  intensior  (Cooke) Bon  (1975)

Der Hut ist  3–5 cm breit, ziemlich fleischig und schnell niedergedrückt. Er ist mehr einfarbig purpurn bis weinrot, manchmal in der Mitte fast grünlich, bei Berührung auch kupferfarben. Im Vergleich mit dem Typus sind die Hutfarben deutlich dunkler und mehr purpur-violett. Die Lamellen stehen mehr oder weniger entfernt, sind bauchig, stumpf und erst blass gelb, dann safran-ocker gefärbt. Der Stiel (3–5 × 0,8–1,5 cm) ist fast keulig, weich und weiß und gilbt an der Basis deutlich stärker als der Typ. Das Fleisch ist ähnlich geruchlos wie beim Typ, schmeckt aber deutlich milder, wenn auch in jungen Lamellen immer noch schärflich. Das Fleisch verfärbt sich mit Eisensulfat orange. Die Sporen haben ein etwas niedrigeres, deutlicher warziges Sporenornament.
- Russula versicolor var.  pseudopuellaris  Bon

Wird heute als eigenständige Art angesehen Russula pseudopuellaris. (1953)

## Bedeutung
Aufgrund seines schärflichen Geschmacks gilt der Täubling als nicht essbar.